# 北浦千太郎
北浦 千太郎（きたうら せんたろう、1901年2月25日 - 1961年4月18日）は、戦前の日本の社会運動家である。

## 経歴
大阪府生まれ。高等小学校を卒業後、印刷工となり、大阪朝日新聞社、秀英舎（のちの大日本印刷）、東京朝日新聞社、報知新聞社などの印刷所に勤務した。
この間新聞従業員組合正進会に加入し、労働運動に参加し始めた。1920年の報知新聞社のストライキでは活字ケースをひっくり返して営業妨害器物毀棄罪に問われ、懲役4か月の刑を受けている。1922年3月、高尾平兵衛に誘われソビエト連邦に渡り、モスクワの東方勤労者共産大学（クートベ）で学んだ。
1924年9月に帰国、正進会およびその後身である東京印刷工組合の運動に参加する一方で、荒畑寒村、徳田球一ら日本共産党の再建運動を進めていた人々と接触していた。1925年3月には荒畑の依頼で上海に渡り、コミンテルン極東部との連絡にあたった。
帰国後間もなく徳田球一の家に同居、同年6月末頃ビューローに加入し党（第二次共産党 (日本) ）再建に参画。青年運動を担当、日本共産青年同盟（ユース）の再建にあたり、その代表を務めた。
1925年12月から1926年2月の間に、無産者新聞社に住みこんで活動するようになったが、同年3月警視庁特高課幹部と赤坂の待合で会見したことで警戒され、ビューロー・ユース・無産者新聞等から手を引くことを求められて、一切の運動から離れた。しかし5月には市川正一らから許されて活動に復帰、入獄した市川の後任として8月から無産者新聞の主筆代理を務めた。
この間、日本共産党再建の任務を帯びて来日していたコミンテルン日本駐在代表で在日ソ連大使館員のカール・ヤンソンと常に連絡を保っていた。
同紙1926年12月4日号に執筆した論説記事が周囲から厳しく批判されたことで、党幹部と対立し脱党を宣言、無産者新聞社を辞職したが、党の方針に反する論説を発表したこと、ヤンソンとの関係を洩らしたことなどを理由として、1927年に党を除名された。
その後雑誌『労農』創刊に参加。1928年三・一五事件で検挙、送検された。
戦後、日本機関紙印刷所（現株式会社きかんし）労働組合委員長を務めた。

## 著書・訳書
- 『改良主義の社会的根拠』建設社 1926
- 『青年読本』共生閣 1926 (無産者読本叢書 ; 第3編)
- 『マルキシズムの變革 : 福本イズム』同人社書店 1927
- ウラジーミル・レーニン著、アドラツキー編、北浦千太郎訳『弁証法の具体的適用 : 附・歴史の唯必論対唯物論理解』南宋書院 1927
- ウラジーミル・レーニン著、アドラツキー編、北浦千太郎訳『哲学的唯物主義 : 唯心論との闘争』南宋書院 1927
- ウラジーミル・レーニン著、北浦千太郎訳『マルクス主義の源泉と構成』南宋書院 1927
- ウラジーミル・レーニン著、北浦千太郎訳『社会民主主義と選挙協定』南宋書院 1927
- 北浦千太郎訳『マルクス主義と議会選挙』南宋書院 1928
- ウラジーミル・レーニン著、北浦千太郎訳『国会解散とプロレタリアの任務』白揚社 1928
- ウラジーミル・レーニン著、北浦千太郎訳『農民生活に於ける新経済運動 : レーニン最初-1893年執筆-の文献』白揚社 1928